# Sunset in El Dorado
Sunset in El Dorado è un film del 1945 diretto da Frank McDonald.
È un film western statunitense con Roy Rogers, George 'Gabby' Hayes e Dale Evans.

## Produzione
Il film, diretto da Frank McDonald su una sceneggiatura di John K. Butler con il soggetto di Leon Abrams, fu prodotto da Louis Gray per la Republic Pictures e girato nell'Iverson Ranch a Chatsworth in California.

## Colonna sonora
- Belle of the El Dorado - scritta da Jack Elliott, cantata da Dale Evans
- The Lady Who Wouldn't Say Yes - scritta da Jack Elliott, cantata da Dale Evans
- Call of the Prairie - scritta da Ken Carson, cantata da Roy Rogers e dai Sons of the Pioneers
- Go West Young Man - scritta da Gordon Forster, cantata da Roy Rogers e Dale Evans
- The Quilting Party (When I Saw Sweet Nellie Home) - scritta da John Fletcher e Frances Kyle, cantata dai the Sons of the Pioneers
- It's No Use - scritta da Ken Carson, cantata da Roy Rogers e dai Sons of the Pioneers
- I'm Awfully Glad I Met You - scritta da George W. Meyer e Jack Drislane
- Be My Little Baby Bumble Bee  - musica di Henry I. Marshall, parole di Stanley Murphy

## Distribuzione
Il film fu distribuito negli Stati Uniti dal 29 settembre 1945 al cinema dalla Republic Pictures. È stato distribuito anche in Brasile con il titolo A Dama do Eldorado e in Germania con il titolo Eldorado Serenade.

## Promozione
Le tagline sono:
- "MUSIC AND THRILLS! Singing a song...Slinging a gun...Swinging his fists...Roy knows his western manners! ".
- "Roy lives it! You'll love it! ".
- "Champion Of Western Hearts... In A New Raceway To Adventuromance!".